# I Wanna
«I Wanna» (с англ. — «Я хочу») — песня в исполнении латвийской певицы Марии Наумовой, с которой она одержала победу на конкурсе песни «Евровидение-2002», который прошёл в Таллине, Эстония. Авторами песни являются Мария Наумова и Маратс Самаускис.

## Список композиций
| №  | Название                              | Длительность |
| -- | ------------------------------------- | ------------ |
| 1. | «I Wanna» (Radio Version)             | 3:01         |
| 2. | «I Wanna» (Pedro Pub Mix)             | 3:32         |
| 3. | «I Wanna» (Salsa Version)             | 3:44         |
| 4. | «I Wanna» (Marie N Featuring DJ Dust) | 3:46         |
| 5. | «I Wanna» (Dance Mix)                 | 4:01         |

## Позиции в чартах
| Чарт (2002)                                | Наивысшая позиция |
| ------------------------------------------ | ----------------- |
| Бельгия/Фландрия (Ultratip Bubbling Under) | 15                |